# Helcogramma rhinoceros
Helcogramma rhinoceros е вид бодлоперка от семейство Tripterygiidae. Видът не е застрашен от изчезване.

## Разпространение и местообитание
Разпространен е във Вануату, Виетнам, Индия (Андамански и Никобарски острови), Индонезия, Малайзия, Папуа Нова Гвинея, Провинции в КНР, Соломонови острови, Тайван, Тайланд, Тонга, Филипини и Япония.
Обитава скалистите дъна на морета. Среща се на дълбочина от 3 до 5 m, при температура на водата от 26,5 до 28,4 °C и соленост 33,8 – 35,1 ‰.

## Описание
На дължина достигат до 4 cm.